# Edward Henry Harriman
Pour les articles homonymes, voir Harriman.
Edward Henry Harriman (né le 20 février 1848 à Hempstead dans l'État de New York - mort le 9 septembre 1909), mieux connu sous le nom de « E. H. Harriman », était un riche directeur américain des compagnies de chemins de fer Southern Pacific et Union Pacific.
Il mit en place l'expédition Harriman visant à explorer les eaux côtières et le territoire de l'Alaska en 1899.

## Biographie
Né à Long Island, il est le fils d'Orlando Harriman, un pasteur épiscopal, et de Cornelia (Neilson) Harriman. Son arrière-grand-père, William Harriman, émigré d'Angleterre en 1795, s'était engagé avec succès dans le négoce et activités commerciales.
Jeune, Harriman a travaillé un été au haut-fourneau de Greenwood dans le domaine appartenant à la famille Parrott qui allait devenir Harriman State Park. En raison des finances de la famille, il a dû quitter l'école à l'âge de 14 ans et prendre un emploi de garçon de course sur Wall Street à New York. Son ascension depuis cette humble position été météorique. Vers l'âge de 22 ans, il était membre de la New York Stock Exchange. Et, à 33 ans, il a axé son objectif sur l'acquisition de lignes de chemin de fer.
En 1879, il a épousé Mary Williamson Averell (en), la fille de William J. Averell, un banquier de Ogdensburg, New York, qui a été président de la Ogdensburg and Lake Champlain Railroad (en) Company. Cette relation a suscité son intérêt pour les transports, et deux ans plus tard il commence une carrière de repreneur de compagnies de chemins de fer en faillite par une petite compagnie de chemin de fer appelée Lake Ontario Southern qu'il rebaptise Sodus Bay & Southern. Réorganisée, il la revend, avec de considérables bénéfices, à la Pennsylvania.
En 1885, Harriman apprit que le domaine de la famille Parrott de 7863-acre (31,8 km2) était en vente. Il l'acheta pour 52 500 $ et il le nomma Arden (maintenant le hameau de Tuxedo, New York). Au cours des années suivantes, il acheta près de quarante différentes parcelles de terrain, représentant vingt mille acres (80 km2), et construisit quarante kilomètres de chemins pour les relier. Sa maison de maître (Arden House), située au-dessus de pakway Palisades, fut achevée seulement 7 mois avant son décès. 
Au début des années 1900, son fils, W. Averell Harriman, avec E. Roland Harrimanhired, architecte paysagiste, et Arthur P. Kroll, travaillant en étroite collaboration avec le chef jardinier, ont aménagé de nombreux hectares. La veuve d'harriman a donné dix mille acres (40 km2) de ce domaine à l'État de New York pour commencer Harriman State Park en 1910.
Harriman avait près de cinquante ans quand, en 1897 il est devenu directeur de l'Union Pacific Railroad. En mai 1898 il était président du comité exécutif, et à partir de ce moment jusqu'à sa mort, sa parole fait loi à l'Union Pacific. En 1903, il occupe le poste de président de la société. De 1901 à 1909, Harriman était également président de la Southern Pacific Railroad. La vision d'un ensemble unifié UP/SP chemin de fer a été installée avec Harriman.
Au moment de sa mort Harriman contrôle : l'Union Pacific, la Southern Pacific, la Saint Joseph and Grand Island (en), l'Illinois Central, la Central of Georgia, la Pacific Mail Steamship Company et la Wells Fargo Express Company. Les estimations de sa succession allaient de 200 millions de dollars à 600 millions de dollars. Il a tout laissé à son épouse.

## L'expédition Harriman en Alaska
En 1899, Harriman a financé et accompagné une expédition scientifique pour cataloguer la flore et faune de l'Alaska à partir de son littoral luxuriant sud à la Baie du Prince-William. 
Parmi les chercheurs qui se sont joints à lui il y avait John Burroughs, John Muir, George Bird Grinnell, Louis Agassiz Fuertes, Edward Curtis, Trevor Kincaid (en), Albert Fisher, Robert Ridgway, Charles Keeler (en), Frederick Coville (en), Frederick Dellenbaugh, William Emerson Ritter et Clinton Hart Merriam. 
Ils ont fait le voyage sur un vapeur luxueusement réaménagé de 250 pieds appelé "George W. Elder."

## Hommage
Quand Harriman décède en 1909, John Muir naturaliste (qui avait rejoint de son expédition Alaska 1899) a écrit son éloge funèbre. Il a conclu : « De presque toutes les façons, c'était un homme à admirer. »
L'Union Pacific Harriman Dispatch Center (en) à Omaha porte le nom de Edward H. Harriman.
En 1913, sa veuve a créé le E. H. Harriman Award (en) pour récompenser les réalisations exceptionnelles en matière de sécurité ferroviaire. Le prix a été remis sur une base annuelle depuis lors.
Sa succession, Arden, a été reconnue National Historic Landmark en 1966.

## Dans la culture populaire
Harriman est mentionné dans le film Butch Cassidy et le Kid comme le baron commercial qui, irrité par la fréquence à laquelle les bandits du film homonyme volent de l'argent des trains de voyageurs des chemins de fer Harriman, a envoyé des chasseurs de primes après la paire et fourni un train spécialement équipé. Dans le film La Horde sauvage, un homme du chemin de fer du nom de Harrigan engage de même des chasseurs de primes et équipe un train spécial pour traquer les hors-la-loi.
Harriman s'est également retrouvé dans le jeu sur ordinateur Railroad Tycoon II, comme un personnage virtuel AI.

## Parmi ses enfants
- Averell Harriman, son fils
  - Sa troisième femme était Pamela Harriman
- E. Roland Harriman, fils
- Marie Harriman, fondatrice de la Junior League (en)

## Sources
- (en) George Kennan, E.H. Harriman: a biography, Houghton Mifflin Co., 1922, 2 volumes (OCLC 977679182)
- Otto H. Kahn, Edward Henry Harriman (1911), reprinted as "The Last Figure of an Epoch: Edward Henry Harriman", in Our Economic and Other Problems (1920)
- John Muir, Edward Henry Harriman (1911)
- B. H. Meyer, A Hist. of the Northern Securities Case (1906)
- "In the Matter of Consolidations and Combinations of Carriers", Interstate Commerce Commission Reports, XII (1908)
- Wm. Z. Ripley, Railroads: Finance and Organization (1915)
- George Kennan, E. H. Harriman's Far Eastern Plans (1917)
- Articles and estimates of his life and work in Cosmopolitan, mars 1903, July 1909; Moody's Mag., Oct. 1906, Oct. 1909; Am. Rev. of Revs., janvier 1907, Oct. 1909; McClure's Mag., Oct. 1909, janvier 1911; N. Y. Times and N. Y. Sun, Sept. 10, 1909; Railway World, Sept. 17, 1909.
- Myles, William J., Harriman Trails, A Guide and History, The New York-New Jersey Trail Conference, New York, N.Y., 1999.